# フェイサル・ムリッチ
フェイサル・ムリッチ（Fejsal Mulić、1994年10月3日 - ）は、セルビア・ノヴィ・パザル出身のサッカー選手。タイ・リーグ1・ブリーラム・ユナイテッドFC所属。ポジションはフォワード。
Kリーグ時代の登録名はミュリッチ（ハングル: 뮬리치）。

## クラブ歴
ノヴィ・パザルで生まれ育ち、地元のクラブチームのFKノヴィ・パザルでキャリアをスタートさせた。2012年、2011-12シーズンのセルビア・スーペルリーガでFKヤゴディナとの対戦でデビューを果たした。
2013年、TSV1860ミュンヘンに移籍した。2014年11月22日、1.FCウニオン・ベルリンとのアウェイ戦で途中交代で移籍後初出場を果たした。
2015年8月8日、DFBポカールの1回戦でTSG1899ホッフェンハイムを相手にゴールを決め、チームの勝利に貢献した。
2016年、ロイヤル・エクセル・ムスクロンに移籍をした。
2017年、イスラエル・プレミアリーグのアポエル・アッコFCと契約。その後、ハポエル・テルアビブFCへ加入し、ブネイ・イェフダ・テルアビブFCへ期限付き移籍した。
2019年7月、スロベニア・プルヴァリーガのNSムラへ移籍した。
2020年7月4日、プレミイェル・リーガのFKヴェレジュ・モスタルと契約を結んだ。
2021年1月19日、Kリーグ1の城南FCと移籍金非公開で契約。
2023年2月7日、水原三星ブルーウィングスに移籍。2年契約で1年の延長オプションが付帯する。
2024年12月18日、カザフスタン・セメイのFCイェリマイへの加入が発表された。
2025年7月8日、タイ王国のブリーラム・ユナイテッドFCに移籍した。

## 代表歴
2015年9月8日、リトアニア代表戦でU-21セルビア代表として国際デビューを果たした。この試合の後、さらに2試合に出場、1得点を挙げた。